# Hussain Said

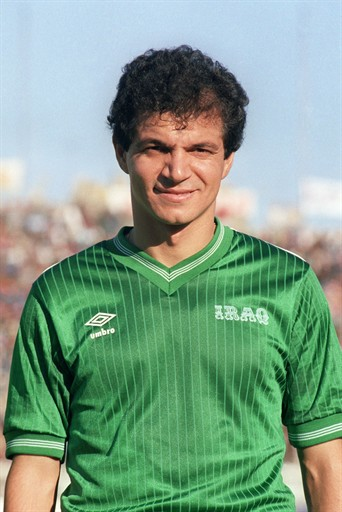
Hussain Saʿid Muhammad

Hussain Saʿid Muhammad (arabisch حسين سعيد محمد, DMG Ḥusain Saʿīd Muḥammad, nach englischer Umschrift häufig Hussain Saeed Mohammed, auch Hussein; * 21. Januar 1958 in Bagdad) ist ein ehemaliger irakischer Fußballspieler und war von 2004 bis 2011 Vorsitzender der Iraq Football Association. Said gilt als einer der besten irakischen Fußballspieler. Mit 78 Treffern ist er Rekordtorschütze der irakischen Nationalmannschaft. Vom 10. Februar 1989 bis 10. Juni 1995 war er zudem mit 122 bis 126 Spielen Weltrekordhalter.

## Karriere
Said begann zunächst in einigen kleinen Lokalvereinen zu spielen, bevor er 1974 in die irakische Schülernationalmannschaft berufen wurde und beim Erstligisten at-Talaba einen Vertrag unterschrieb. Ab der Saison 1976/77 spielte er für die A-Mannschaft von at-Talaba. Mit seinem Verein wurde Said 1981, 1982 und 1986 irakischer Meister, er selbst wurde 1981, 1983, 1985 und 1986 Torschützenkönig.

## Nationalmannschaft
In die Nationalmannschaft wurde er erstmals im Oktober 1976 für ein Spiel gegen eine saudi-arabische Auswahl berufen. Bei der U-20 Fußball-Asienmeisterschaft 1977 im Iran wurde Said zusammen mit der irakischen Mannschaft nach dem 4:3 über den Gastgeber Asienmeister. Er selbst erzielte im Finale zwei Treffer und wurde mit insgesamt neun Treffern Torschützenkönig. Außerdem nahm er an der ersten FIFA-Junioren-Fußballweltmeisterschaft in Tunesien teil, wo er drei Treffer erzielte.
Noch im selben Jahr wurde er in die A-Nationalmannschaft berufen und erzielte in seinem ersten Länderspiel am 17. Juli 1977 beim 2:0 über Indonesien in der 8. Spielminute seinen ersten Länderspieltreffer. Mit der Nationalmannschaft gewann er 1979, 1984 und 1988 den Golfpokal. Bei der fünften Ausgabe 1979 erzielte er zehn Treffer und stellte somit einen bis Heute gültigen Rekord auf. 1982 gewann der Irak die Goldmedaille bei den Asienspielen, im Finale erzielte Said das entscheidende 1:0 gegen Kuwait. Außerdem nahm er an der WM 1986 in Mexiko und den Olympischen Spielen von 1980, 1984 und 1988 teil. Sein letztes Länderspiel bestritt er am 3. März 1990 gegen die VAE (2:2).

## Karriereende
Nach dem Ende seiner aktiven Karriere war Said von 1990 bis 2003 Präsident von at-Talaba, nach dem dritten Golfkrieg trat er 2003 die Nachfolge von Udai Hussein als Präsident des Irakischen Fußballverbandes an. Am 13. Juni 2011 trat vom Vorsitz des Verbandes zurück.
Bei der Wahl zu Asiens Spieler des Jahrhunderts erreichte Said den 25. Platz und war damit nach seinem Landsmann Ahmed Radhi zweitbester irakischer Spieler.